# Sainte-Agathe-la-Bouteresse
Sainte-Agathe-la-Bouteresse est une commune française située dans le département de la Loire en région Auvergne-Rhône-Alpes, et faisant partie de Loire Forez Agglomération.

## Géographie

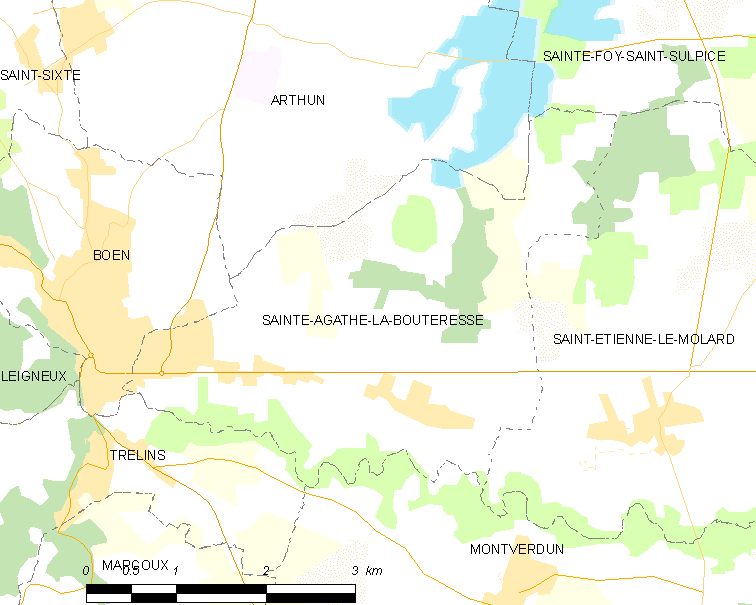
Localisation du village et des communes aux alentours

Sainte-Agathe-la-Bouteresse fait partie du Forez.
La commune de Sainte-Agathe-la-Bouteresse est distante de 17 km de Montbrison, sa sous-préfecture, et 53 km de sa préfecture, Saint-Étienne.
| Boën-sur-Lignon | Arthun                      | Sainte-Foy-Saint-Sulpice |
|                 | Sainte-Agathe-la-Bouteresse | Saint-Étienne-le-Molard  |
| Trelins         |                             | Montverdun               |

### Climat
Pour des articles plus généraux, voir Climat d'Auvergne-Rhône-Alpes et Climat de la Loire.
En 2010, le climat de la commune est de type climat océanique dégradé des plaines du Centre et du Nord, selon une étude du Centre national de la recherche scientifique s'appuyant sur une série de données couvrant la période 1971-2000. En 2020, Météo-France publie une typologie des climats de la France métropolitaine dans laquelle la commune est exposée à un climat de montagne ou de marges de montagne et est dans la région climatique Nord-est du Massif Central, caractérisée par une pluviométrie annuelle de 800 à 1 200 mm, bien répartie dans l’année.
Pour la période 1971-2000, la température annuelle moyenne est de 10,6 °C, avec une amplitude thermique annuelle de 16,8 °C. Le cumul annuel moyen de précipitations est de 726 mm, avec 8,6 jours de précipitations en janvier et 6,7 jours en juillet. Pour la période 1991-2020, la température moyenne annuelle observée sur la station météorologique de Météo-France la plus proche, « Boën-sur-Lignon », sur la commune de Boën-sur-Lignon à 4 km à vol d'oiseau, est de 11,8 °C et le cumul annuel moyen de précipitations est de 629,5 mm,. Pour l'avenir, les paramètres climatiques de la commune estimés pour 2050 selon différents scénarios d'émission de gaz à effet de serre sont consultables sur un site dédié publié par Météo-France en novembre 2022.

## Urbanisme

### Typologie
Au 1er janvier 2024, Sainte-Agathe-la-Bouteresse est catégorisée commune rurale à habitat dispersé, selon la nouvelle grille communale de densité à sept niveaux définie par l'Insee en 2022.
Elle appartient à l'unité urbaine de Boën-sur-Lignon, une agglomération intra-départementale regroupant sept  communes, dont elle est une commune de la banlieue,,. Par ailleurs la commune fait partie de l'aire d'attraction de Montbrison, dont elle est une commune de la couronne,. Cette aire, qui regroupe 27 communes, est catégorisée dans les aires de moins de 50 000 habitants,.

### Occupation des sols
L'occupation des sols de la commune, telle qu'elle ressort de la base de données européenne d’occupation biophysique des sols Corine Land Cover (CLC), est marquée par l'importance des territoires agricoles (66,6 % en 2018), en diminution par rapport à 1990 (69,9 %). La répartition détaillée en 2018 est la suivante : 
prairies (48,4 %), forêts (20,3 %), zones urbanisées (12,5 %), zones agricoles hétérogènes (9,6 %), terres arables (8,6 %), eaux continentales (0,6 %). L'évolution de l’occupation des sols de la commune et de ses infrastructures peut être observée sur les différentes représentations cartographiques du territoire : la carte de Cassini (XVIIIe siècle), la carte d'état-major (1820-1866) et les cartes ou photos aériennes de l'IGN pour la période actuelle (1950 à aujourd'hui).

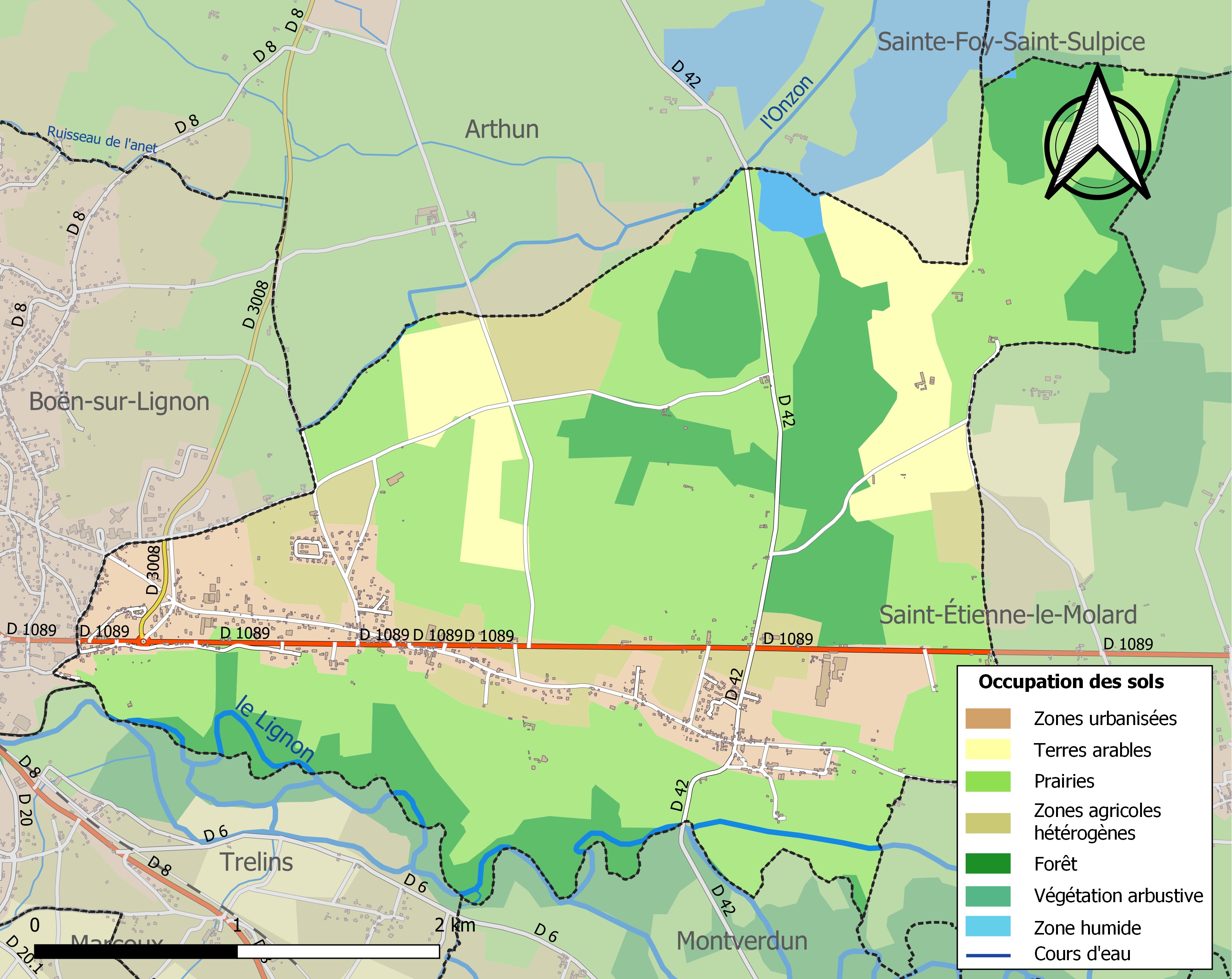
Carte des infrastructures et de l'occupation des sols de la commune en 2018 (CLC).

## Histoire
En 1792, les paroisses de « Sainte-Agathe » et de « La Bouteresse » pour former la commune de Sainte-Agathe-la-Bouteresse.

## Héraldique
| Blason de Sainte-Agathe-la-Bouteresse | Blason  | Parti: au 1) de gueules maçonné de sable, au 2) d'azur à une crosse d'argent avec son vélum du même; et brochant en abîme, à l'écusson d'argent chargé d'une flamme de gueules surmontée d'une auréole d'azur; au chef de vair ; le tout au chef de sinople chargé de trois boeufs passant d'argent. |
| Blason de Sainte-Agathe-la-Bouteresse | Détails | * Il y a là non-respect de la règle de contrariété des couleurs : ces armes sont fautives (sinople sur gueules et azur ). Paru dans Bulletin municipal Janvier 2017 |

## Politique et administration
| Période                                  | Période       | Identité              | Étiquette      | Qualité |
| ---------------------------------------- | ------------- | --------------------- | -------------- | ------- |
| 1957                                     | 1989          | Jean Dechavane        |                |         |
| Les données manquantes sont à compléter. |               |                       |                |         |
| mars 2001                                | mars 2008     | Patrick Verney-Carron |                |         |
| mars 2008                                | décembre 2010 | Michel Maisonnial     |                |         |
| avril 2011                               | En cours      | Pierre Drevet,        | sans étiquette |         |

Sainte-Agathe-la-Bouteresse faisait partie de la communauté de communes du Pays d'Astrée de 1998 à 2016 puis a intégré Loire Forez Agglomération.

## Démographie
L'évolution du nombre d'habitants est connue à travers les recensements de la population effectués dans la commune depuis 1793. Pour les communes de moins de 10 000 habitants, une enquête de recensement portant sur toute la population est réalisée tous les cinq ans, les populations de référence des années intermédiaires étant quant à elles estimées par interpolation ou extrapolation. Pour la commune, le premier recensement exhaustif entrant dans le cadre du nouveau dispositif a été réalisé en 2004.

En 2022, la commune comptait 1 052 habitants, en évolution de +3,95 % par rapport à 2016 (Loire : +1,32 %, France hors Mayotte : +2,11 %).
| 1793 | 1800 | 1806 | 1821 | 1831 | 1836 | 1841 | 1846 | 1851 |
| ---- | ---- | ---- | ---- | ---- | ---- | ---- | ---- | ---- |
| 365  | 184  | 148  | 226  | 319  | 316  | 343  | 333  | 445  |

| 1856 | 1861 | 1866 | 1872 | 1876 | 1881 | 1886 | 1891 | 1896 |
| ---- | ---- | ---- | ---- | ---- | ---- | ---- | ---- | ---- |
| 431  | 425  | 442  | 468  | 530  | 534  | 566  | 563  | 567  |

| 1901 | 1906 | 1911 | 1921 | 1926 | 1931 | 1936 | 1946 | 1954 |
| ---- | ---- | ---- | ---- | ---- | ---- | ---- | ---- | ---- |
| 573  | 637  | 545  | 514  | 523  | 529  | 558  | 574  | 604  |

| 1962 | 1968 | 1975 | 1982 | 1990 | 1999 | 2004 | 2006 | 2009  |
| ---- | ---- | ---- | ---- | ---- | ---- | ---- | ---- | ----- |
| 656  | 757  | 791  | 831  | 846  | 813  | 859  | 856  | 1 062 |

| 2014  | 2019  | 2022  | - | - | - | - | - | - |
| ----- | ----- | ----- | - | - | - | - | - | - |
| 1 037 | 1 045 | 1 052 | - | - | - | - | - | - |

## Lieux et monuments
- Ancienne abbaye cistercienne de Bonlieu.
- Église Sainte-Agathe de Sainte-Agathe-la-Bouteresse.
- Église Saint-Barthélemy de La Bouteresse.